# Istorps socken
Istorps socken i Västergötland (uttalas [isstorp]) ingick i Marks härad, ingår sedan 1971 i Marks kommun och motsvarar från 2016 Istorps distrikt.
Socknens areal är 45,8 kvadratkilometer varav 43,44 land. År 2000 fanns här 486 invånare.  Kyrkbyn Istorp med sockenkyrkan Istorps kyrka ligger i socknen.   

## Administrativ historik
Socknen har medeltida ursprung.
Vid kommunreformen 1862 övergick socknens ansvar för de kyrkliga frågorna till Istorps församling och för de borgerliga frågorna bildades Istorps landskommun. Landskommunen uppgick 1952 i Horreds landskommun som 1971 uppgick i Marks kommun.
1 januari 2016 inrättades distriktet Istorp, med samma omfattning som församlingen hade 1999/2000.  
Socknen har tillhört län, fögderier, tingslag och domsagor enligt vad som beskrivs i artikeln Marks härad. De indelta soldaterna tillhörde Älvsborgs regemente, Livkompaniet och Västgöta regemente, Elfsborgs kompani.

## Geografi
Istorps socken ligger nordost om Varberg med Viskan i nordväst och Fävren i öster. Socknen har odlingsbygd i ådalar och vid sjön och är i övrigt en kuperad skogsbygd.
Vägen mellan Skara och Varberg gick under medeltiden här förbi.

## Fornlämningar
Boplatser och lösfynd från stenåldern är funna. Från bronsåldern finns ett tiotal gravrösen.

## Namnet
Namnet Istorp har ingenting med 'is' = 'fruset vatten' att göra och  uttalas traditionellt med kort 'i'. . Det skrevs 1355 Ystatorp. Förleden kan innehålla ordet yzter, 'ytterst', syftande på bebyggelsens läge i landskapet.   Efterleden är torp, 'nybygge'. Sockennamnet härleds från kyrkbyn med samma namn.